# 第一次全国文物普查
第一次全国文物普查，简称“一普”。是中华人民共和国境内组织的首次全国范围（实际覆盖24个省份）的不可移动文物普遍调查活动，从1956年开始。

## 背景
自清政府民政部在1909年颁布《保存古迹推广办法》以来，清末民国时期（1949年以前）进行了三次较大规模的文物调查：1909年，清政府民政部部颁布了中国第一部文物保护法令—《保存古迹推广办法》，要求各地对文物进行调查。1916年，北洋政府发布了《内务部为调查古物列表报部致各省长（都统）咨》在全国范围内进行文物调查。1928年9月，国民政府内政部颁发了《名胜古迹古物保存条例》，对全国文物及名胜古迹展开调查。
1949年后，第一个五年计划和社会主义改造的顺利实施，文物工作的有序开展以及许多地方已经开展的局部范围的文物调查，成为了本次普查的背景和基础。

## 历史
1956年2月，第一次全国考古工作会议在北京召开，建议制定“文物普查保护管理办法”。同年4月2日，国务院发布《国务院关于在农业生产建设中保护文物的通知》，要求必须在全国范围内对历史和革命文物遗迹进行普遍调查工作。一普正式拉开序幕。普查之初，首先选定山西省作为试点。
1959年，全国大多数省份和地区完成了普查任务。

## 持续时间
据《中国文物报》史勇的文章《第一次全国文物普查相关问题探析》指出，推定一普于1956年4月初启动、1960年9月下旬基本结束，历时四年半。

## 成果统计
一普成果当时并未由国家层面统一发布。目前有普查成果存世的共17个省市。其中，9个省市普查成果有分类统计，8个省（区）普查成果仅有不可移动文物总数量或部分类型文物数量。
本次普查共普查1126个县、市，登记不可移动文物36231处，公布省级文物保护单位5572处。

## 评价

### 正面
一普延续和巩固了自晚清以降由中央政府组织开展文物普查这一国家文化责任，在中国文物保护史上具有承上启下的特殊意义。
此次普查基本摸清了各地区文物的分布情况，为征集、展览、保护、发掘及科学研究提供了充分资料。
此次普查破除迷信，解放思想，普及文物知识，进一步扩大和锻炼了文物工作队伍，推动了文物工作在社会主义文化建设中的作用。

### 负面
一普成果不够全面和精确，在组织实施方面存在若干短板，在普查技术方面亦无法与此后历次文物普查同日而语。

## 后续
在该普查的基础上，1961年3月4日，国务院颁布《文物保护管理暂行条例》，建立文物保护单位制度。同日，公布第一批180处全国重点文物保护单位。

## 其它
虽然一普对象主要是不可移动文物，但从现有资料考察，相关省份也顺便开展了可移动文物调查。